# Aleksandr Kočiev
Aleksandr Vasil'evič Kočiev (in russo Александр Васильевич Кочиев?; Leningrado, 25 marzo 1956) è uno scacchista russo (sovietico fino al 1991), Grande maestro internazionale.
È noto come Alexander Kochyev secondo lo stile anglosassone di traslitterazione dal russo.
Principali risultati:
- 1972:  vince a Černihiv il Campionato sovietico juniores (under 20);[1]
- 1975:  vince a Groninga il Campionato europeo juniores;
- 1976:  terzo a Kapfenberg, dietro a László Szabó e Michael Stean;
- 1977:  secondo nel Torneo di Dortmund, dietro a Jan Smejkal;[2]
- 1978:  secondo nel Torneo di Hastings 1978/79, dietro a Ulf Andersson;
- 1979:  vince il Campionato europeo a squadre con il club Burevestnik Moskva;
- 1980:  vince il 22º Torneo di Capodanno di Reggio Emilia 1979/80;[3]
- 1980:  pari primo con Krunoslav Hulak nel Parcetic Memorial di Sombor;
- 1985:  terzo a Tallinn e a Dresda.